# Uraji Yamakawa
Uraji Yamakawa (山川 浦路 Yamakawa Uraji?, 15 de noviembre de 1885 – 30 de noviembre de 1947) fue una actriz japonesa, también acreditada como Ura Mita.

## Carrera profesional

Un cartel de una producción de 1916 de Macbeth en Tokio, con Uraji Yamakawa como Lady Macbeth.

En 1912, ella y su esposo cofundaron la Modern Theatre Society (Kindaigeki Kyokai) en Tokyo, formado para traer nuevas obras occidentales a las audiencias japonesas. En 1914, Yamakawa era considerada una de "las principales intérpretes de roles en versiones occidentales" entre las actrices japonesas. Entre sus roles notables destacan Hedda Gabler de Henrik Ibsen, Gretchen en Fausto (de Goethe), y Lady Macbeth, papel en qué dio  "una escena de sonambulismo muy poco tradicional". La Modern Theatre Society finalizó en 1919, cuándo los fundadores se mudaron a los Estados Unidos.
Tuvo pequeños papeles en dos películas durante su tiempo en Estados Unidos: The Devil Dancer (1927, hoy una película muda perdida; dirigida por Fred Niblo) y Wu Li Chang (1930, una producción en idioma español).

## Vida personal
Uraji Yamakawa estuvo casada con el actor japonés Sōjin Kamiyama desde 1908 y tuvieron tres hijos: Heihachi (Edward, 1908), Sodeko (1910) y Fukiko (1912), las dos hijas menores fueron entregadas y criadas por los abuelos maternos. El matrimonio y el hijo mayor vivieron en California mientras Sōjin aparecía en películas estadounidenses. Después de que se separaron en 1930, Sojin regresó a Japón y ella permaneció en California. Yamakawa tomó papeles secundarios, vendió maquillaje, y cuidó de su hijo adulto, Edward, quién tenía tuberculosis. Durante este periodo, hizo amistad con la novelista Toshiko Tamura. Con la Segunda Guerra Mundial, en 1942 fue internada en un campo de concentración para japoneses-estadounidenses; Heihachi se salvó de la detención porque estaba ingresado en tratamiento por su tuberculosis. Regresó a Los Ángeles en 1946. Yamakawa murió en 1947, de un derrame cerebral a los 62 años.